# Sylvie Boucher (actrice)
Pour les articles homonymes, voir Sylvie Boucher et Boucher.
Sylvie Boucher est une actrice québécoise.

## Filmographie
- 1980 : Suzanne : Go Go Dancer
- 1982 : Scandale : Pauline
- 1989 : Cruising Bar : Barmaid
- 1990 : Watatatow (série télévisée) : Linda Primeau
- 1993 : Zelda (TV) : Lounge Singer
- 1993 : Montréal P.Q. (série télévisée) : Alys Robi
- 1996 : Karmina : Colette
- 1997 : Lapoisse et Jobard (série télévisée)
- 2000 : Le Monde de Charlotte (série télévisée) : Elizabeth Benoit
- 2003 - 2017 :  L'Auberge du chien noir (série télévisée) : Sylvie Provencher
- 2004 : Caméra Café : Sandra
- 2004 : Un monde à part (série télévisée) : Elizabeth Benoit
- 2005 : Saints-Martyrs-des-Damnés : Rosy
- 2006 : Les Invincibles (série télévisée) : agente de voyage
- 2009 : Cadavres : la mère
- 2009 : Détour : Mme Ventura
- 2009 : Taxi 0-22 (série télévisée) : Nancy, la serveuse
- 2009 : De père en flic : Nathalie Bérubé
- 2010 : Toute la vérité : Lucie Blanchette
- 2013 : 1er Amour de Guillaume Sylvestre : Geneviève Bouchard, la mère d'Anna
- 2016 : Hibou de Ramzy Bedia : Otto